# Tausend Tattoos
Tausend Tattoos ist ein Lied des deutschen Rappers Sido, das am 26. Oktober 2018 als erste Singleauskopplung aus Sidos zweitem Best-of-Album Kronjuwelen erschien.

## Entstehung
Der Liedtext zu Tausend Tattoos wurde von Sido selbst geschrieben, die Musik wurde gemeinsam von Beatzarre, Djorkaeff und Nico Santos komponiert. Beatzarre und Djorkaeff waren darüber hinaus für die Produktion zuständig.
Das Musikvideo wurde am 9. November 2018 auf YouTube veröffentlicht.

## Inhalt
| „For you, ich trag' tausend Tattoos auf der Haut. Ein Astronaut und ein Sägeblatt. For you, alles voll und auch du stehst hier drauf. Damit ich nicht vergess’, für wen ich's mach'. For you, zehntausend Tattoos, die ich hab’. 'Ne Totenkopf-Maske und 'n Sägeblatt. For you, alles voll und auch du hast 'n Platz. Damit ich nicht vergess', für wen ich's mach' (for you).“ – Hook, Originalauszug | Inhaltlich behandelt der Song Bedeutungen von Tattoos, die für Sido in Zusammenhang mit persönlichen Erlebnissen stehen und somit in gewisser Weise sein eigenes Leben repräsentieren. So steht der Astronaut für seinen gleichnamigen Song, den er zusammen mit Andreas Bourani aufgenommen hat und das Sägeblatt für das Berliner Plattenlabel Aggro Berlin, bei dem er bis 2009 unter Vertrag stand. Die Totenkopf-Maske in der Zeile „'Ne Totenkopf-Maske und 'n Sägeblatt“ symbolisiert seine musikalischen Anfänge und die Zeit, als er noch mit Maske aufgetreten ist und durch welche er bekannt wurde. Aufgebaut ist das Lied aus einem Intro, zwei Parts, einer Hook sowie Pre-Hook, einer Bridge und einem Outro. Das Lied beginnt zunächst mit dem Intro, das lediglich aus den sich wiederholenden Worten „For you“ besteht. Nach dem Intro folgt die Hook, die sich aus acht Zeilen zusammensetzt. An die Hook schließt sich der erste Part an, der wie auch die Hook aus acht Zeilen besteht. Darauf folgt die Pre-Hook, die aus vier Zeilen besteht und die eigentliche Hook einleitet. Der gleiche Vorgang wiederholt sich mit dem zweiten Part. Nach dem dritten Auftreten der Hook folgt eine Bridge, bestehend aus 13 Zeilen, an die sich die Hook gefolgt von einem Outro anschließt. |

## Rezeption

### Charts und Chartplatzierungen
Tausend Tattoos konnte sich in der 44. Kalenderwoche des Jahres 2018 auf Rang zwei der deutschen Singlecharts platzieren und musste sich lediglich Sweet but Psycho von Ava Max geschlagen geben. Das Lied verblieb elf Wochen in den Top 10 und 29 Wochen in den Top 100. In den deutschsprachigen Singlecharts belegte das Lied für drei Wochen die Chartspitze. In Österreich und in der Schweiz konnte sich die Single je auf dem dritten Rang platzieren.
2018 platzierte sich die Single auf Rang 62 der österreichischen Single-Jahrescharts. Im Jahr darauf platzierte sich Tausend Tattoos auf Rang 31 Single-Jahrescharts in Deutschland, Rang 36 in Österreich und Rang 52 in der Schweiz.
| ChartsChartplatzierungen | Höchstplatzierung | Wochen |
| ------------------------ | ----------------- | ------ |
| Deutschland (GfK)        | 2 (29 Wo.)        | 29     |
| Österreich (Ö3)          | 3 (27 Wo.)        | 27     |
| Schweiz (IFPI)           | 3 (26 Wo.)        | 26     |

| ChartsJahrescharts (2018) | Platzierung |
| ------------------------- | ----------- |
| Österreich (Ö3)           | 62          |

| ChartsJahrescharts (2019) | Platzierung |
| ------------------------- | ----------- |
| Deutschland (GfK)         | 31          |
| Österreich (Ö3)           | 36          |
| Schweiz (IFPI)            | 52          |

Auf der Streamingplattform Spotify erreichte Tausend Tattoos mehr als 118 Millionen Aufrufe (Stand: April 2022).

### Auszeichnungen für Musikverkäufe
In Deutschland wurde der Song im Jahr 2023 mit Dreifach-Gold ausgezeichnet. Mit über 600.000 verkauften Einheiten gehört Tausend Tattoos zu den meistverkauften Rapsongs in Deutschland.

| Land/Region        | Auszeichnungen für Musikverkäufe (Land/Region, Auszeichnung, Verkäufe) | Verkäufe |
| ------------------ | ---------------------------------------------------------------------- | -------- |
| Deutschland (BVMI) | 3× Gold                                                                | 600.000  |
| Insgesamt          | 1× Gold · 1× Platin ·                                                  | 600.000  |